# قصر الست طنشق المظفرية
قصر الست طنشق المظفرية أو سراي الست طنشق المظفرية، هو قصر بنته السيدة طنشق من السلالة المظفرية، في موقع عالٍ يطل على الحرم القدسي، وأُلحق لاحقاً بمجمَّع خاصكي سلطان وأصبح جزءاً منه. يتألف القصر من طابقين؛ أرضي وأول، وبينهما طابق ميزانين. يضم الطابق الأرضي إسطبل وقاعة استقبال كبيرة وساحة سماوية، بينما يضم الطابق العلوي أكثر من 25 غرفة.

## تاريخه

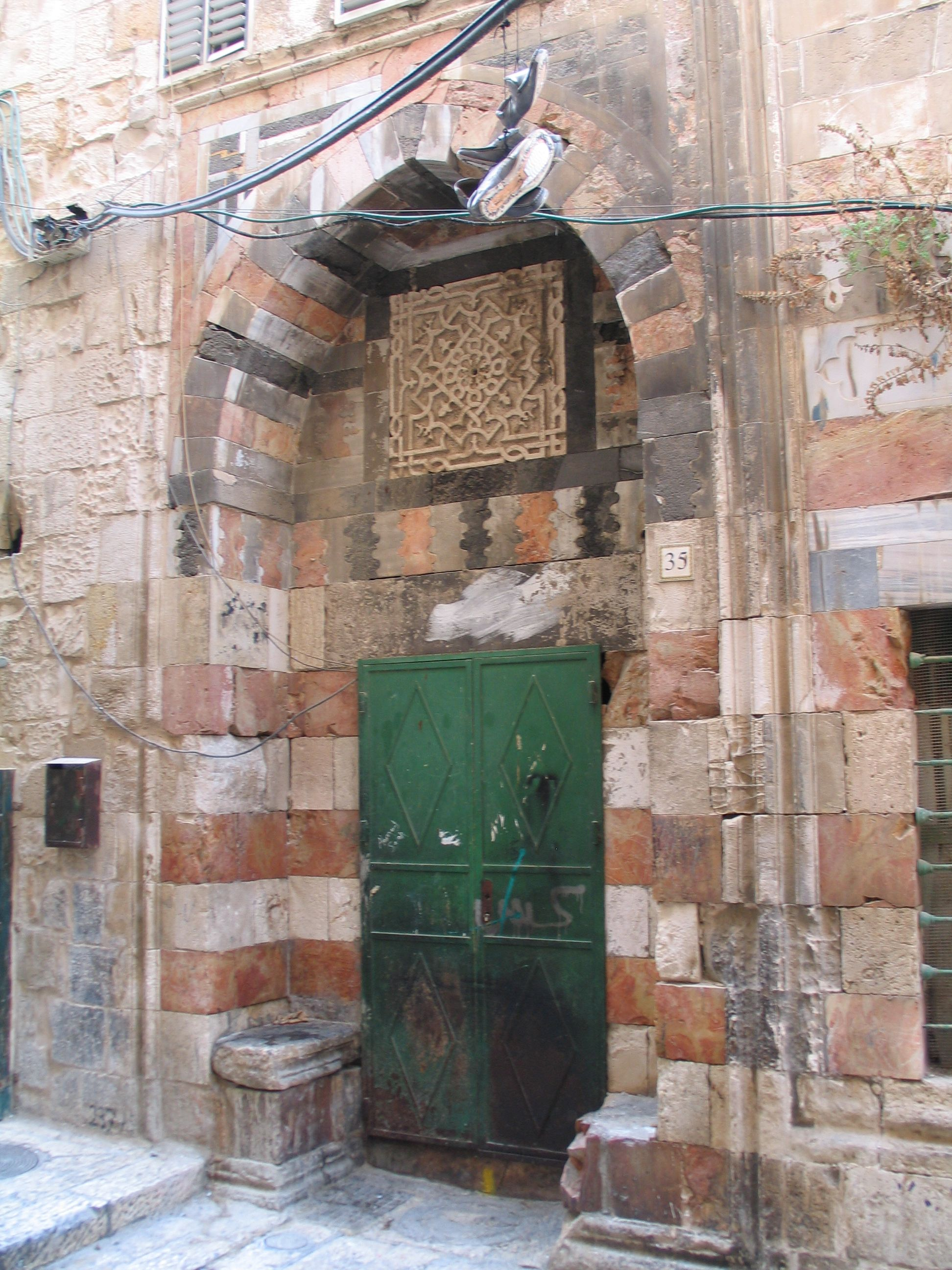
تربة الست طنشق حيث دُفنت إلى جوار القصر

بُني القصر جنوب طريق عقبة التكية بالبلدة القديمة بين 1391 - 1393م (753 - 755 هـ)، للسيدة طنشق بنت عبد الله المظفرية المتوفية سنة 1398م (800 هـ). لم يذكر المؤرخون عن الست طنشق غير النذر اليسير، وهي تُعرف أيضاً ببنت عبدالله، وكلمة «طنشق» تعني باللغة التركية الثمين أو الرائع، ويبدو أن طنشق كانت زوجة أحد الأمراء الملقب بالمظفر، فنسبت إليه. لكنها على الأرجح تنتمي إلى الأسرة المظفرية التي حكمت بلاد فارس في الفترة من 1313- 1393م (713 - 795 هـ). ويُعتقد أنها قدمت للقدس مع أخيها بهادر بعد نكبة ألمت بالأسرة الحاكمة في 789 هـ/1387م على يد تيمورلنك. ومن ثمَ تفرغت للتعبد في مدينة القدس، وأنشت العديد من المنشآت، من أهمها «دار الست»" أو «الدار الكبرى». قال عنها مجير الدين الحنبلي في الجزء الثاني من كتابه الأنس الجليل:
«كانت في عصر الشيخ إبراهيم القلندري الست طنشق بنت عبد الله المظفرية التي عمرت الدار الكبرى المعروفة بدار الست بالعقبة التي بالقرب من باب الناظرة. توفيت بالقدس الشريف ودفنت بتربتها.»}
أُلحق القصر بمجمع العمارة العامرة خلال العهد العثماني. والذي بُني في 964هـ/1557م، بمبادرة من خاصكي خرم سلطان زوجة سليمان القانوني. والتي أقامت به تكية لتوزيع الحساء المجاني على المسلمين المحتاجين. وفي النصف الثاني من القرن التاسع عشر شغل المبنى مقر متصرفية القدس وعُرف حينها بدار السرايا. ثم استردها المجلس الأسلامي الأعلى للأوقاف واتخذها داراً لرعاية الأيتام المسلمين إبان فلسطين الانتدابية في 1921 وهي الخدمة التي لا يزال القصر يؤديها إلى اليوم لأكثر من 250 طالب.
وقد عُرف القصر بعدة أسماء على مر تاريخه منها: «دار الست»، و«عمارة الست»، و«الدار الكبرى»، و«العمارة العظيمة». واليوم يطلق عليه مع مبنى خاصكي سلطان «دار الأيتام».

## وصفه
يمكن الوصول إلى القصر عن طريق الواد بالانعطاف غرباً عند مفرق طريق باب الناظر المؤدي للمسجد الأقصى، أو عن طريق خان الزيت بالانعطاف شرقاً عند مفرق طريق عقبة التكية.

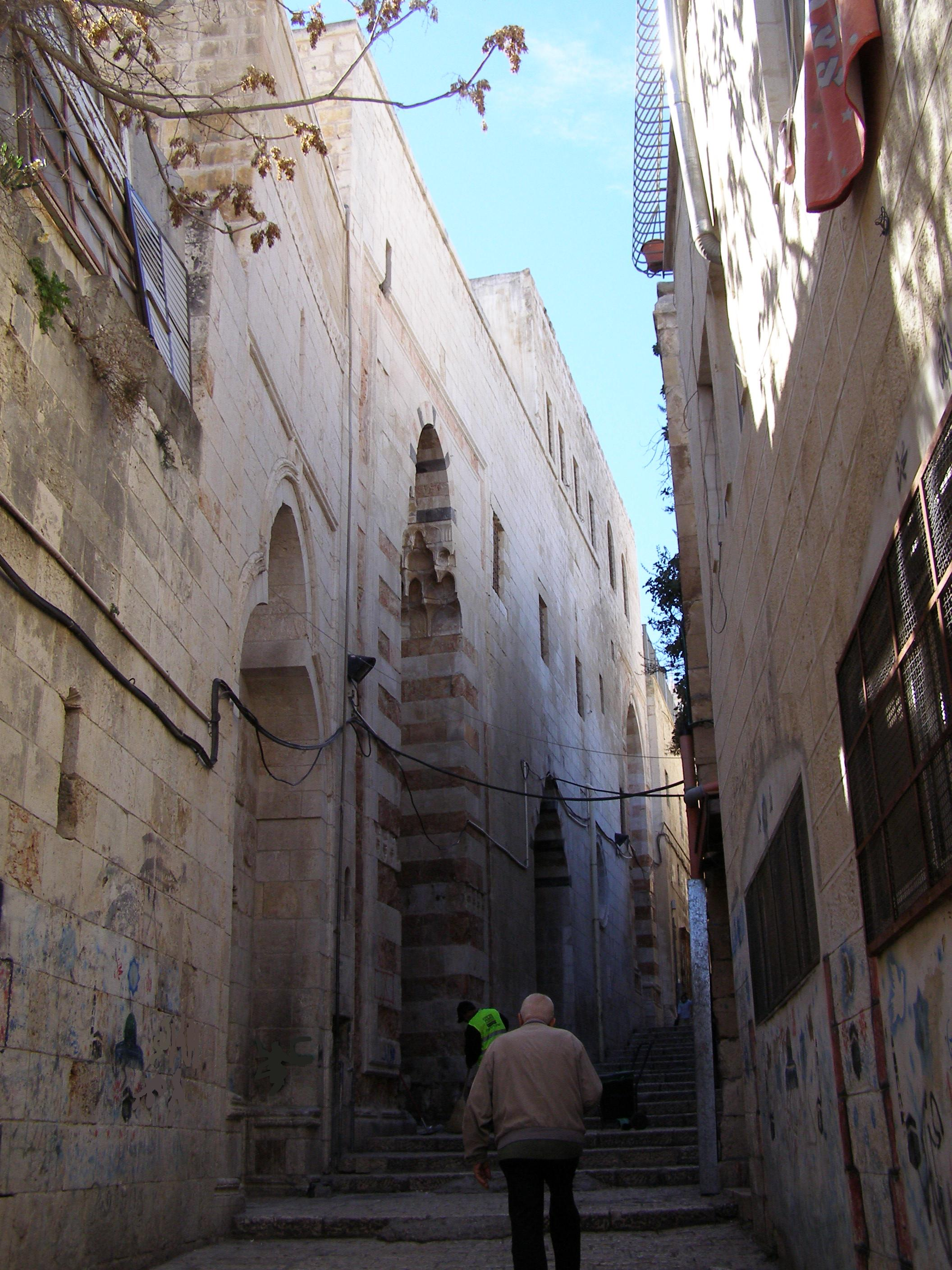
الطريق إلى قصر الست طنشق
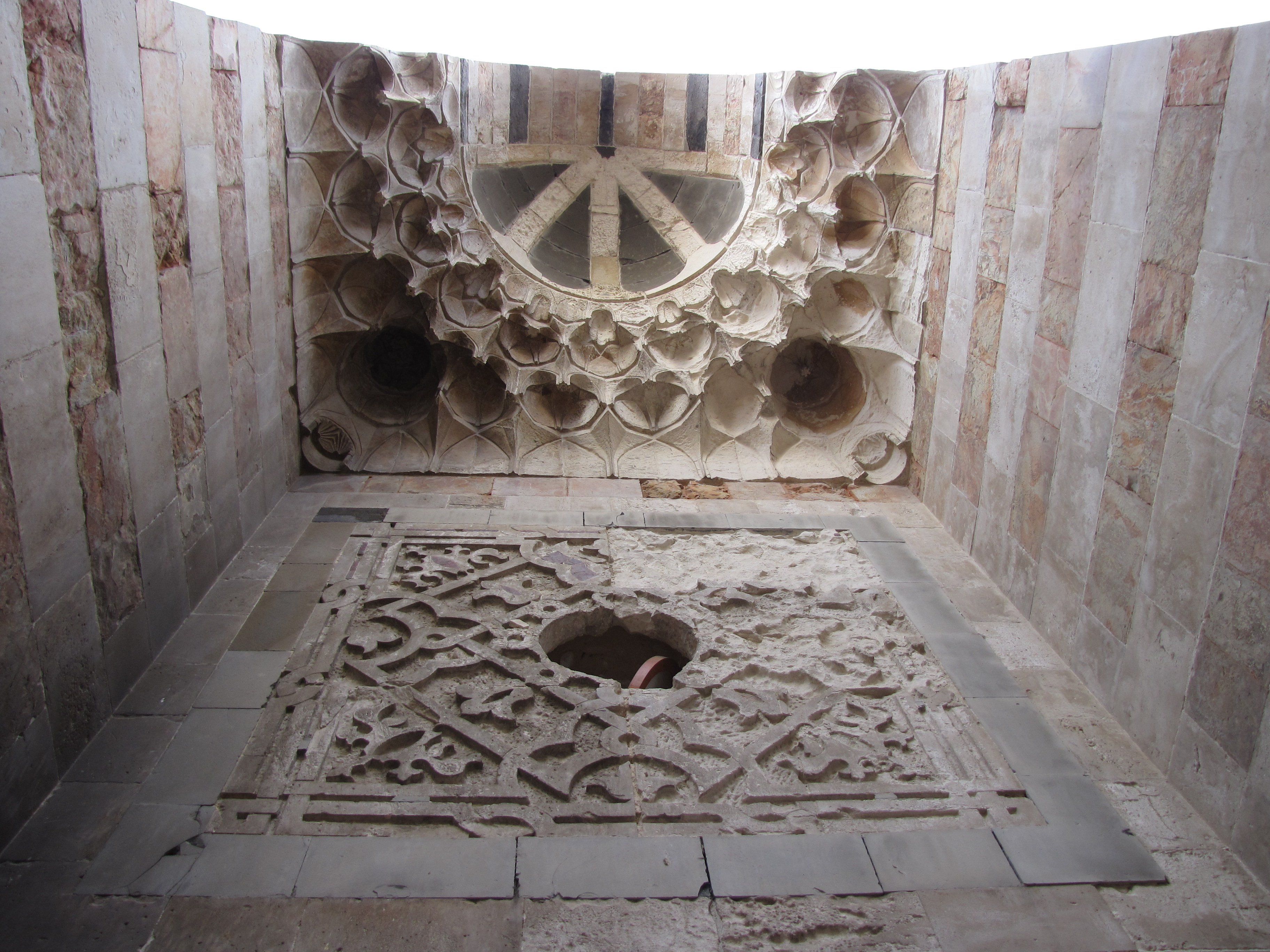
زخارف الواجهة المملوكية
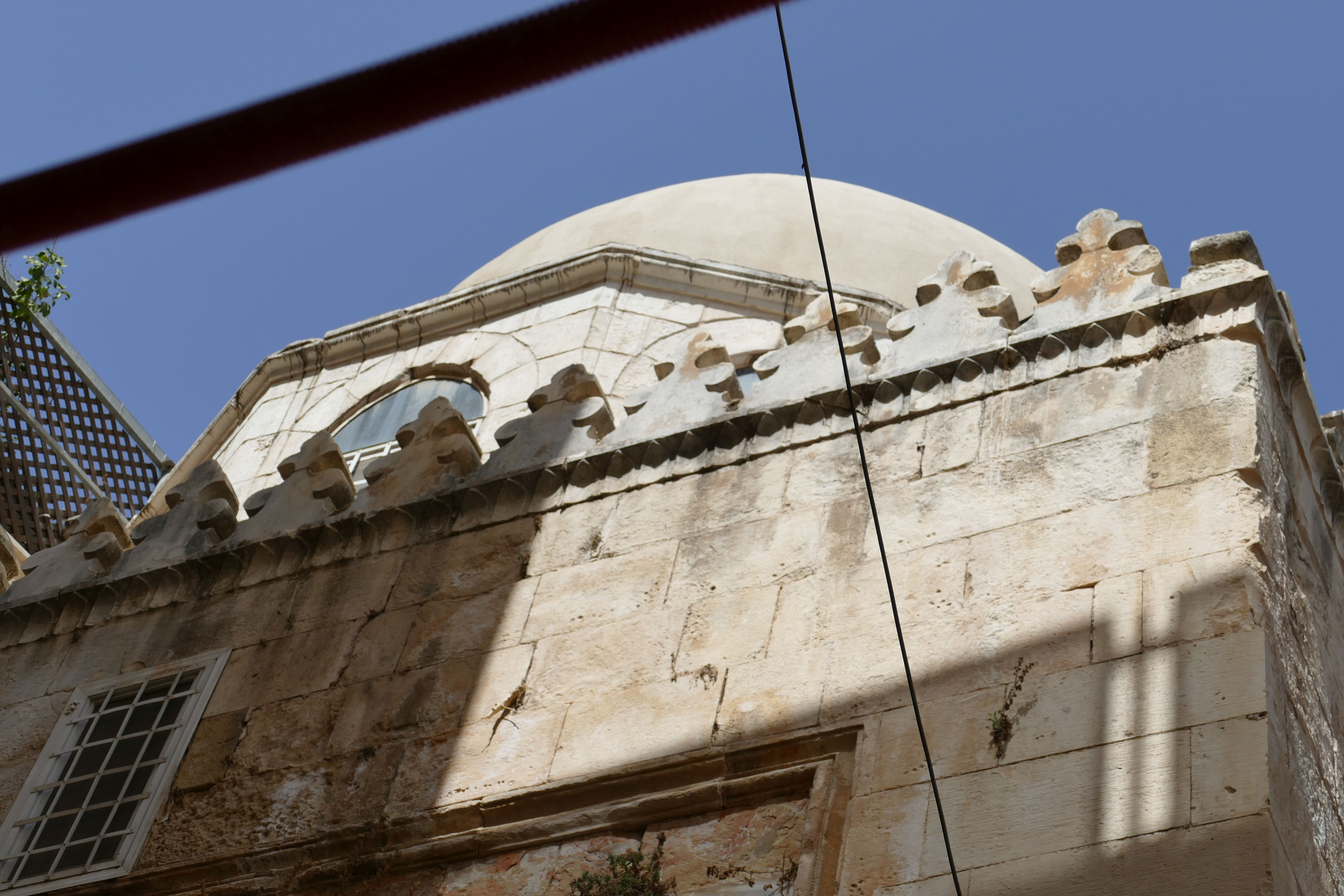
قبة أعلى القصر

## الوضع الحالي

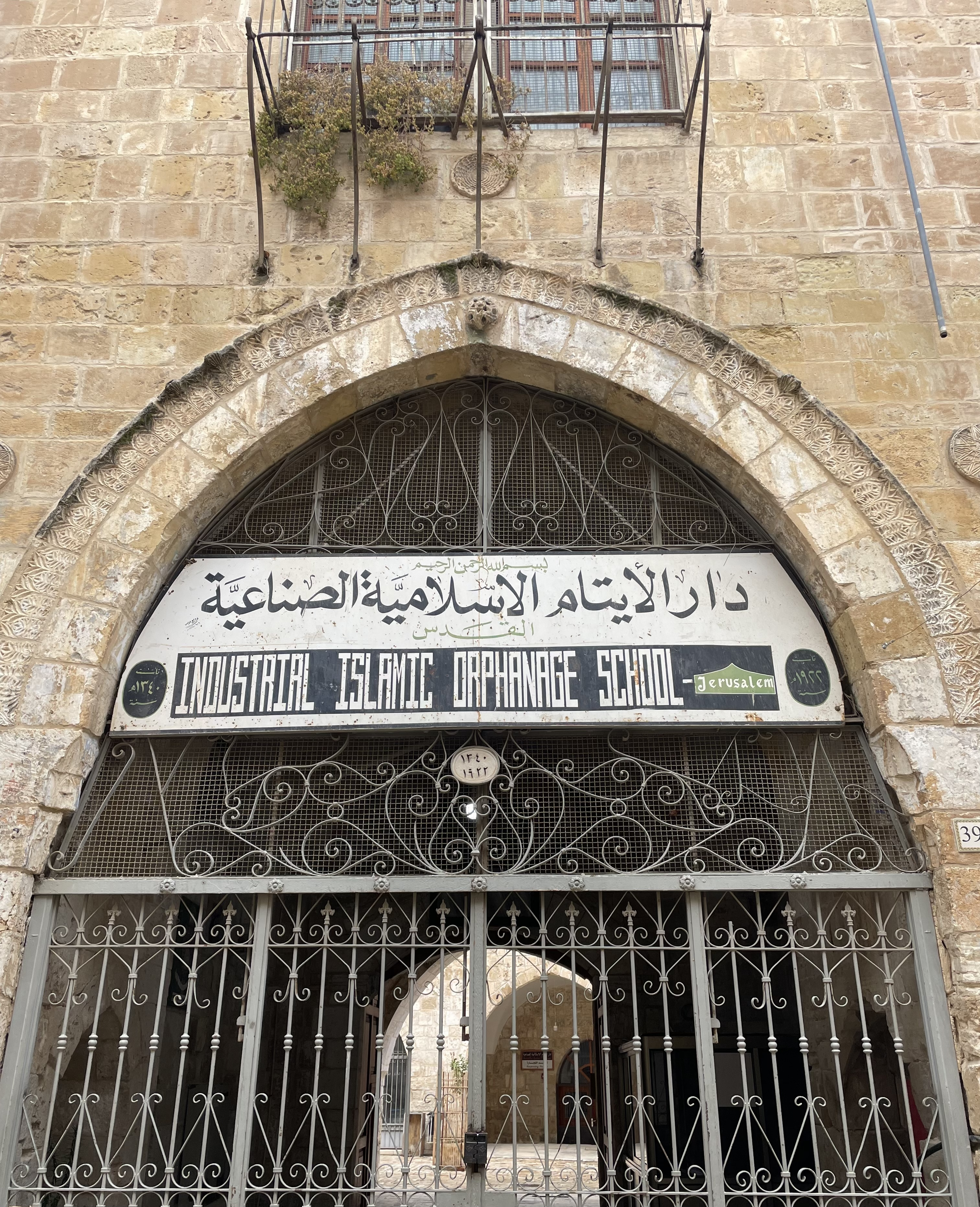
دار الأيتام بالقصر

يحتضن القصر بين جنباته «دار الأيتام الإسلامية الصناعية» والقائمة إلى اليوم منذ أن استرجعها المجلس الأعلى الإسلامي، وهي بمثابة مدرسة تعني بتعليم الأيتام وتشغيلهم، وتتبع دائرة الأوقاف الإسلامية في القدس، وتتولى الأوقاف الإشراف عليها ورعايتها. وتشمل الدار على أنواع متعددة من التعليم المهنيّ في مجالات الطباعة والتجليد والدهان والنجارة والخياطة والخيزران والتنجيد والديكور والخراطة والتسوية والحدادة واللحام والرسم المعماري والكهرباء.